# Nicola Samorì
Nicola Samorì (né en 1977 à Forlì,,) est un peintre et sculpteur italien.

## Vie et œuvre
Samorì étudiait à l'Académie des beaux-arts de Bologne. Il vit à Bagnacavallo. Ses œuvres se composent d'une interprétation contemporaine de la peinture italienne des XVIe et XVIIe siècles (baroque). Les peintures à l'huile, tenues en couleurs foncées, sont modifiées suivant avec des techniques plastiques, sculpturales et corrosives,,,.

## Expositions
Les Œuvres de Nicola Samorì étaient exposés en 2015 dans le pavillon italien de la Biennale de Venise à Venise, et font  part de la Taylor Art Collection à Denver.

## Images

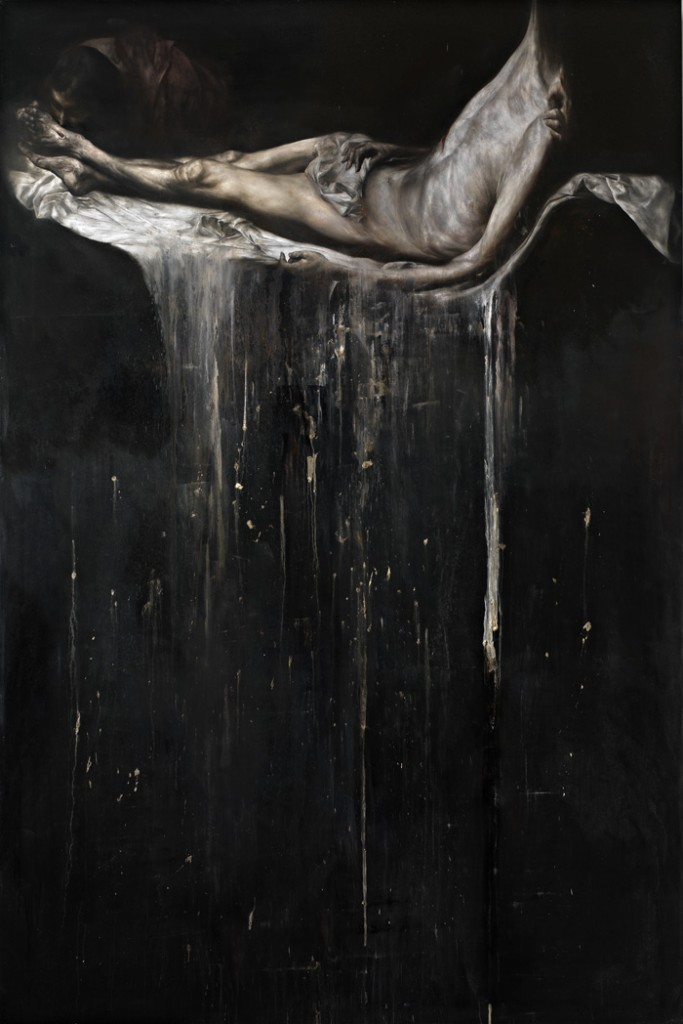
Rupture, 2009
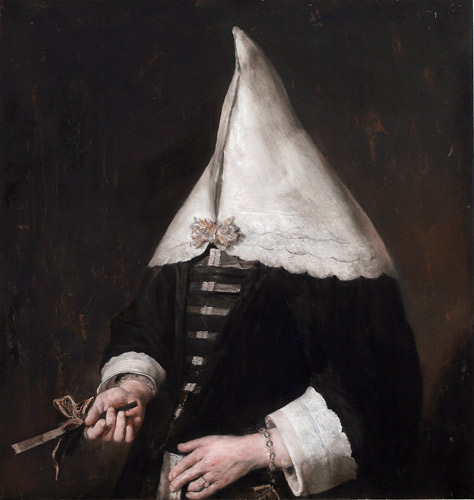
J.V., 2009